# Александрівський (Нивнянське сільське поселення)
Александровский  (рос. Александровский) - селище у Суразькому районі Брянської області Російської Федерації. Належить до українського історичного та етнічного краю Стародубщини.
Орган місцевого самоврядування - Нивнянське сільське поселення. Населення становить ▬ 8 осіб (2013).

## Назва
Минулі та альтернативні назви - Чернявський (рос. Чернявский).

## Географія
Населений пункт розташований на відстані 13 км від районного центру Суража, 124 км від обласного центру міста Брянська та 451 км від столиці Росії - Москви.
Александрівський розташований при річці Іпоті та озері Іржач.

## Історія
Вперше згадується у 18 столітті як хутір Мглинської сотні Стародубського полку Гетьманщини.
У XIX столітті на хуторі діяв бурякоцукровий завод.
Напередодні Українських національно-визвольних змагань, згідно з адміністративним поділом 1916 року - хутір Чернігівської губернії, Суразького повіту, Новодроківської волості.
У 1918 році, згідно з Берестейським миром, належало до Української Народної Республіки та Української Держави Скоропадського.
У 1919 році селище було приєднане до Гомельської губернії, підпорядкове Суразькому повіту.
У 19 столітті як і більшість поселень Стародубщини зазнало тотальної русифікації. Згідно із Списком населених місць Брянської губернії за 1928 рік, Александрівський - хутір, Брянської губернії Клінцовського повіту Нівнянської волості Високоселищенської сільради. Число господарств становило 26. Переважна народність - росіяни. Населення за даними переписом 1926 року - чоловічої статі 70, жіночої статі 66, всього - 136 осіб.
У 1929-1937 року належало до Західної області РСФСР. Адміністративно підпорядковувалося Клинцівській окрузі, Суразькому району, Далисицькій сільраді.
У 1937-1944 роках належало до Орловської області, відтак відійшло до новоутвореної Брянської області.
Село зазнало колективізації. У середині ХХ століття діяв колгосп імені Калініна.

## Населення
Згідно з останнім переписом населення 2010 року в селищі проживало 8 осіб, з яких 3 чоловіка та 6 жінок. Максимальне число жителів селища становило 136 осіб (1926).
У минулому чисельність мешканців була такою:
| Роки      | 1866 | 1892 | 1902 | 1926 | 2010 |
| --------- | ---- | ---- | ---- | ---- | ---- |
| Населення | 5    | 16   | 16   | 136  | 8    |